# آرلینگتون (مینه‌سوتا)
آرلینگتون، مینه‌سوتا (به انگلیسی: Arlington, Minnesota) یک شهر در ایالات متحده آمریکا است که در مینه‌سوتا واقع شده‌است.

## خصوصیات
آرلینگتون ۴٫۰۷ کیلومترمربع مساحت و ۲٬۲۳۳ نفر جمعیت دارد و ۳۰۶ متر بالاتر از سطح دریا واقع شده‌است.